# Sphingonaepiopsis gurkoi
Sphingonaepiopsis gurkoi ist ein Schmetterling (Nachtfalter) aus der Familie der Schwärmer (Sphingidae).

## Merkmale
Die Falter haben eine Flügelspannweite von 38 Millimetern. Sie sehen Sphingonaepiopsis kuldjaensis ähnlich, haben aber graubraune Vorderflügel, bei denen die helleren Bereiche einen hellen Orangeton aufweisen. Die basale und mediale Binde sind dunkelbraun. Die vertikal verlaufende helle Linie neben der Medialbinde oberhalb von M2 ist schmäler als bei Sphingonaepiopsis asiatica. Die Hinterflügel haben eine schmutzig, grauorange bis hell gelbe Grundfarbe, die sie deutlich von Sphingonaepiopsis kuldjaensis unterscheidet, deren Hinterflügel immer hellbraun und orange gefärbt sind. Der Außenrand der Hinterflügel ist auf etwa drei Millimetern in der oberen Hälfte graubraun, zur unteren Hälfte hin verschwindet diese dunkle Färbung. Zwei parallele Binden verlaufen mittig quer über die gesamte Länge der Hinterflügel. Der Thorax und Hinterleib sind gleich gefärbt, wie bei Sphingonaepiopsis kuldjaensis. Am hinteren Ende des Thorax befindet sich als Abgrenzung zum Hinterleib eine etwa einen Millimeter breite weiße Binde. Am ersten und zweiten Hinterleibssegment befinden sich je ein Paar weißer 1 bis 1,5 Millimeter große Flecke.
Die männlichen Genitalien sind in ihrer Morphologie näher an denen von Sphingonaepiopsis kuldjaensis als zu allen übrigen paläarktischen Sphingonaepiopsis-Arten. Sphingonaepiopsis gurkoi unterscheidet sich hierbei im Wesentlichen durch den Bau der Harpe, bei der der obere abgerundete Teil mit groben Ausstülpungen bedeckt ist und bei der vom unteren Winkel ein Grat distal entlang dem ventralen Rand der Valven verläuft. Diese Merkmale fehlen bei Sphingonaepiopsis kuldjaensis vollständig. Letzteres Merkmal ist derart charakteristisch für die Art, dass alleine anhand dieses Merkmals die Artbestimmung möglich ist.

## Vorkommen und Lebensweise
Die Art ist bisher nur aus der Gegend um die Ruschankette in Tadschikistan bekannt, es könnte jedoch sein, dass es sich bei jenen Exemplaren von Sphingonaepiopsis kuldjaensis, die Yakovlev (2011) in der westlichen Mongolei nachwies, um Sphingonaepiopsis gurkoi handelt. Die Art besiedelt Gebiete mit Bergsteppen jenseits von 3500 Metern Seehöhe. Falter wurden in Tadschikistan in den ersten drei Wochen des Juli gefangen. Das einzige bisher bekannte Individuum aus der Mongolei stammt von Ende Mai. Die Präimaginalstadien sind unbekannt.

## Belege